# چی چی لاریو
چی چی لاریو (انگلیسی: Chi Chi LaRue؛ زاده ۸ نوامبر ۱۹۵۹) یک بازیگر پورنوگرافی اهل ایالات متحده آمریکا است.او اکنون 67 سال سن دارد.